# Zwarte kaaiman
De zwarte kaaiman (Melanosuchus niger) is een krokodilachtige uit de familie alligators en kaaimannen (Alligatoridae) en de onderfamilie kaaimannen (Caimaninae).

## Naam en indeling
De wetenschappelijke naam van de soort werd voor het eerst voorgesteld door Johann Baptist von Spix in 1825. Oorspronkelijk werd de wetenschappelijke naam Caiman niger gebruikt. De soortaanduiding niger betekent vrij vertaald 'zwart'.

## Uiterlijke kenmerken
De kaaiman dankt de naam aan de zeer donkere tot bijna zwarte lichaamskleur. Deze donkere kleur dient niet alleen ter camouflage, maar ook om efficiënter zonlicht op te vangen, wat thermoregulatie wordt genoemd. De totale lichaamslengte is meestal drie tot vier meter maar kan oplopen tot meer dan zes meter, hiermee is het de grootste soort kaaiman. De zwarte kaaiman lijkt hierdoor uiterlijk meer op de mississippialligator dan op een van de verwante kaaimannen.
Het aantal tanden varieert van 72 tot 76; 5 rijen voortanden (premaxillair) en 13 of 14 rijen tanden (maxillair) in de bovenkaak en 18 of 19 rijen kiezen (mandibulair) in de onderkaak.

## Voortplanting en ontwikkeling
De vrouwtjes graven een nest met hun achterpoten, het nest is ongeveer 1,5 meter breed. Er worden 30 tot 65, maar gemiddeld 40 eitjes gelegd in de nesthopen die in het warme seizoen worden gebouwd. Als de jongen volledig zijn ontwikkeld, graaft het vrouwtje ze uit. De jonge kaaimannen blijven een tijdje bij elkaar in kleine groepjes, die ook kunnen bestaan uit verschillende legsels.

## Levenswijze
Het voedsel bestaat uit grotere langszwemmende vissen en ook piranha's en zwemmende zoogdieren als apen en ratten worden gegeten. Grotere exemplaren kiezen wat grotere prooien, jonge kaaimannen eten insecten en andere ongewervelden als tweekleppigen en wormen. Plaatselijke vissers jagen op deze kaaiman en claimen dat deze kaaiman de visstand aantast, maar bewijzen daarvoor ontbreken. Zeker is wel dat de huid van deze soort veel geld waard is in de krokodillenleer-industrie, vanwege het ontbreken van osteodermen, insluitingen in de huid. Ook wordt beweerd dat de vraatzuchtige piranha's door de zwarte kaaiman onder controle worden gehouden, maar ook dat is niet bewezen.

## Verspreiding en habitat

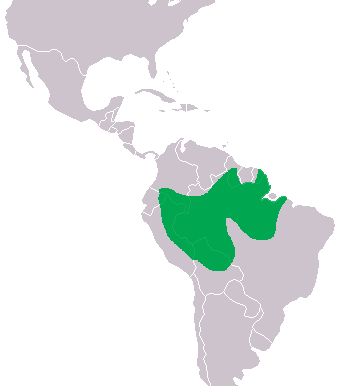
Verspreiding in Zuid-Amerika in het groen.

Deze soort leeft in het Amazonebekken, in noordelijk en Centraal Zuid-Amerika; in Suriname, Guyana, Frans-Guyana, Brazilië, Colombia, Ecuador, Peru en Bolivia. Hoewel deze soort niet sterk bedreigd is, zijn er tegenwoordig veel minder exemplaren dan in het recente verleden. Het aantal in het wild levende exemplaren wordt geschat op 50.- tot 100.000. De zwarte kaaiman komt in vrijwel alle wateren voor; langzaam stromende wateren, moerassen, vennen en poelen, maar ook meren, rivieren en overstroomde bossen.

## Beschermingsstatus
Door de internationale natuurbeschermingsorganisatie IUCN is de beschermingsstatus 'veilig' toegewezen (Least Concern of LC).

## Galerij

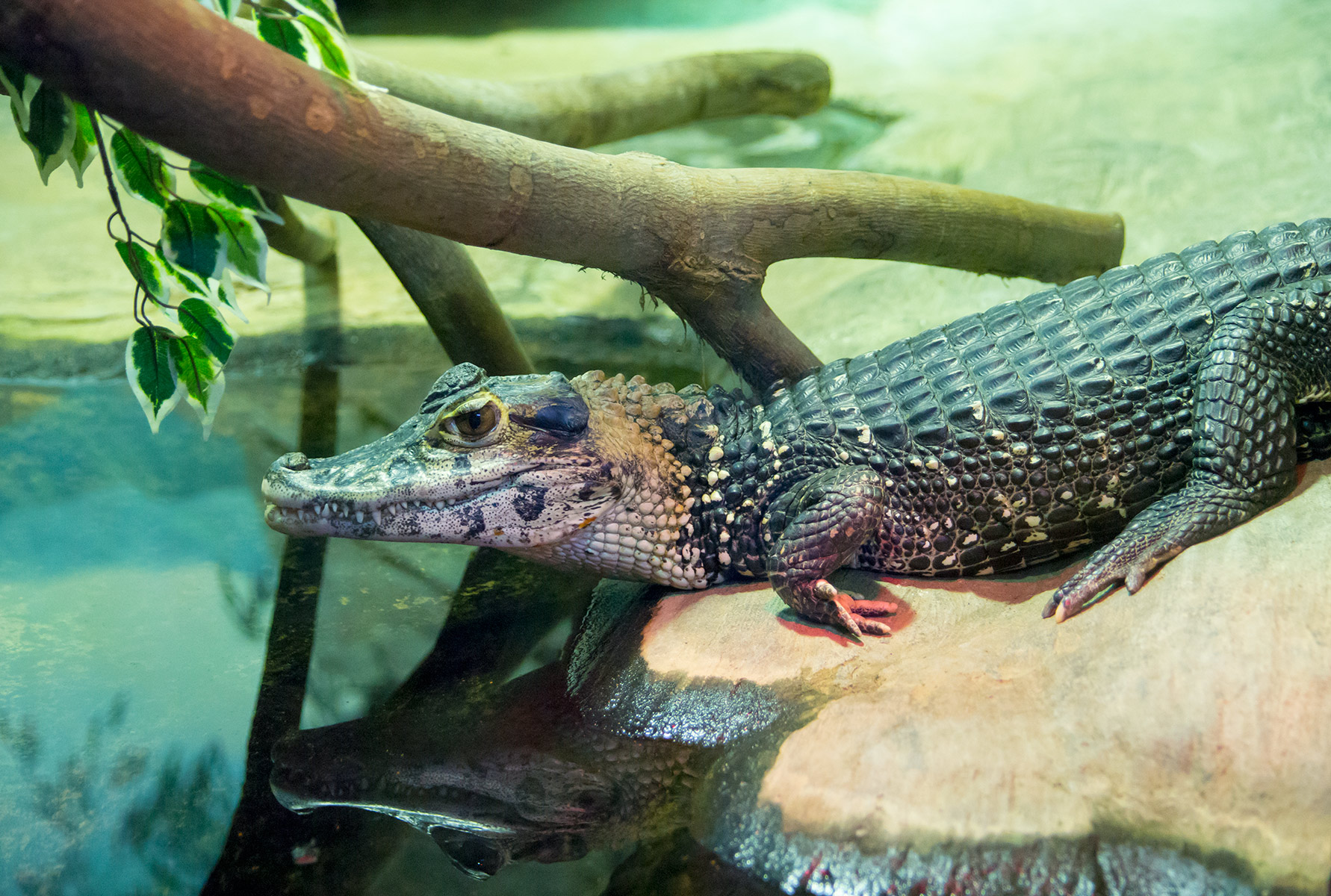
Een jong exemplaar in de dierentuin van Moskou
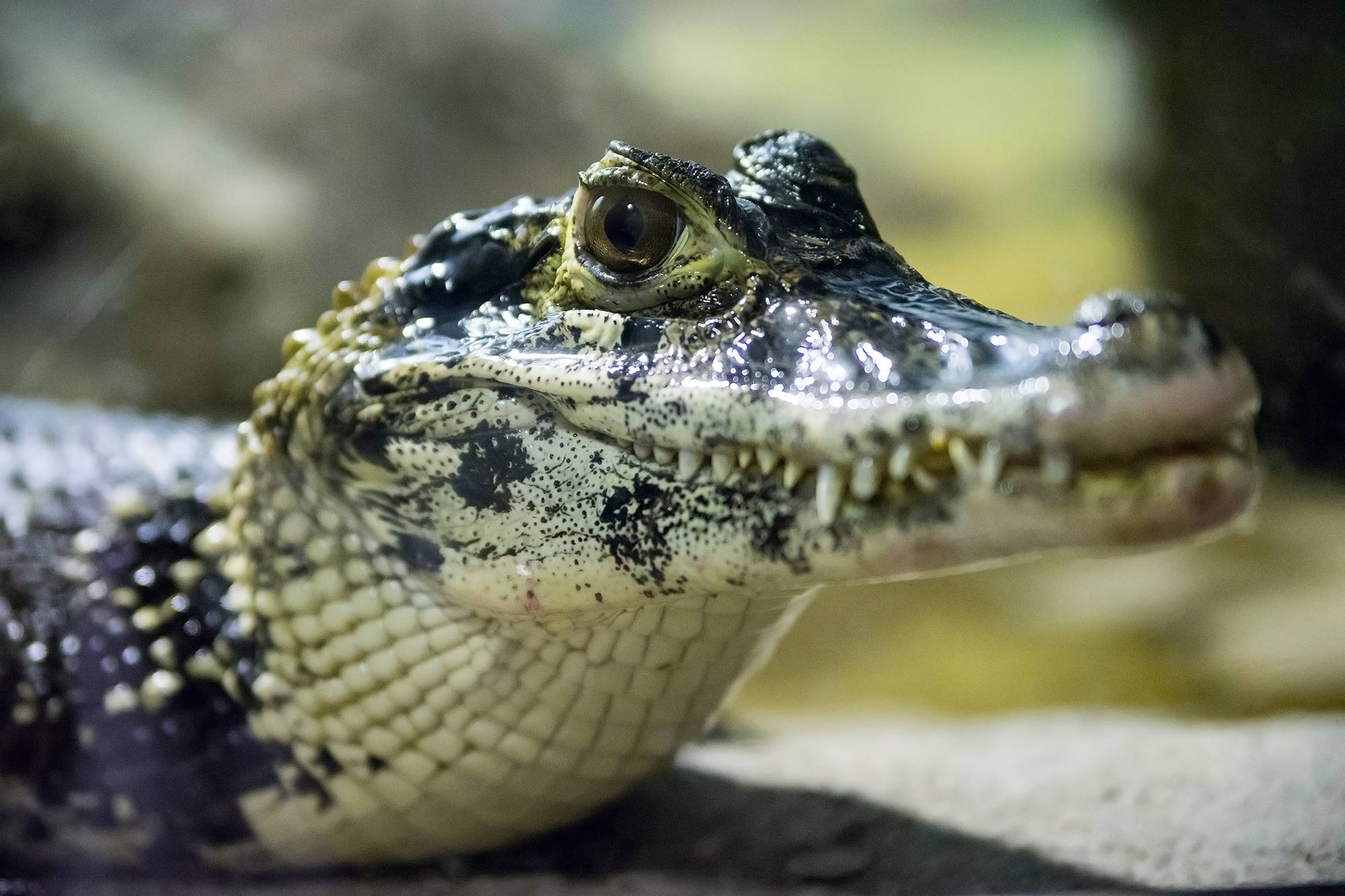
De kop van een jonge zwarte kaaiman
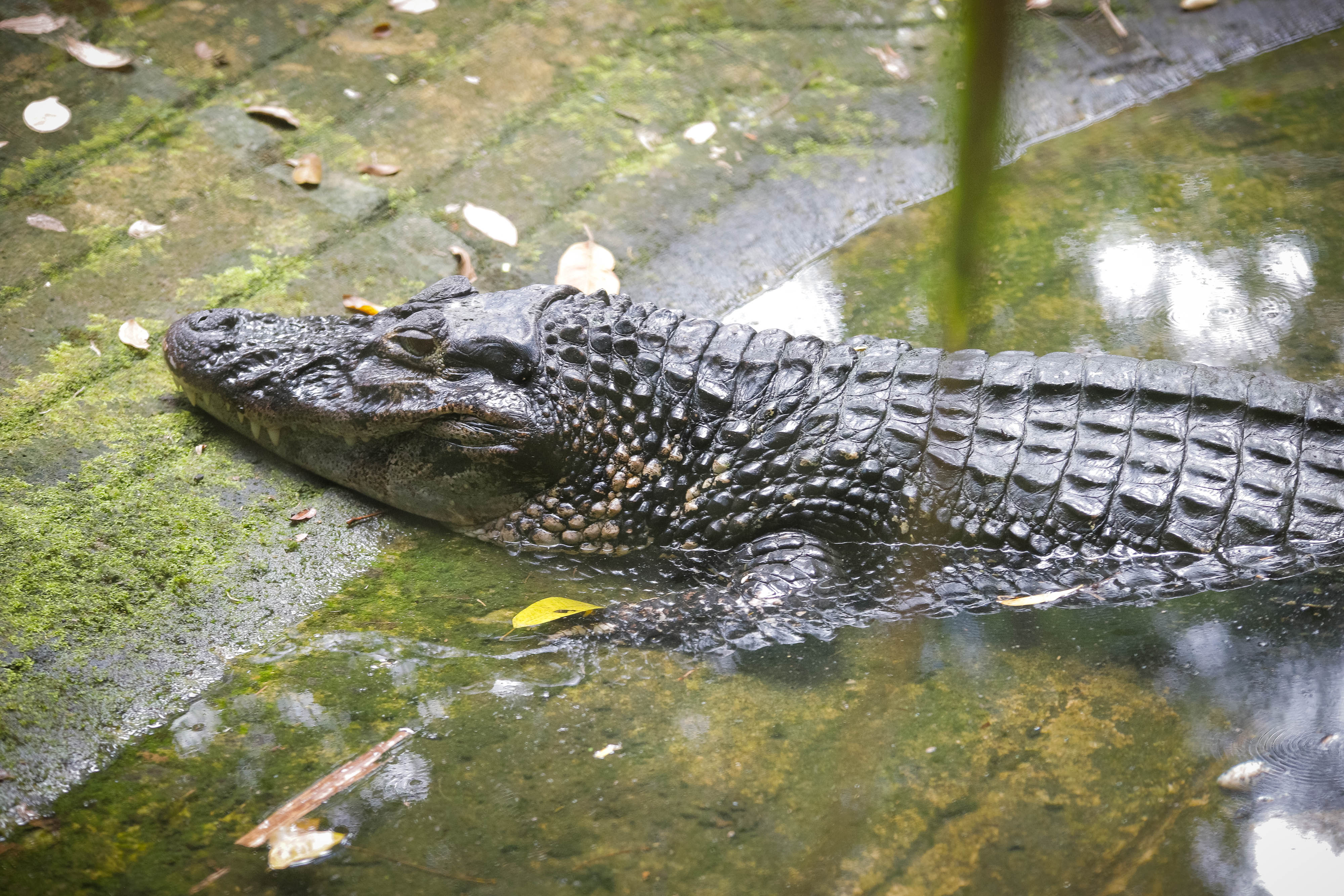
Volwassen exemplaar in Parque Zoobotânico van het museum Museu Emílio Goeldi in Belém